# Jan Tijmens Homan
Jan Tijmens Homan (Vries, 4 januari 1800 – Assen, 8 maart 1863) was een Nederlands politicus.

## Leven en werk
Jan Tijmens Homan, lid van de familie Homan, was een zoon van Johannes Linthorst Homan (1758-1847) en Trijntje Emmen. Hij is afgestudeerd in Groningen in 1823. Hij werd advocaat en raadslid in Assen. Hij was daarnaast lid van het College van toezicht op de kerkelijke administratie der hervormden in Drenthe en van het College van Administratie over het Huis van Arrest en Justitie te Assen. Voor het lidmaatschap van de Tweede Kamer wenste hij niet in aanmerking te komen. Toen hij in 1848 gekozen werd, bedankte hij. In 1853 werd hij lid van de Provinciale Staten van Drenthe.
Hij trouwde op 29 oktober 1830 in De Wijk met Wilmina Aleida Nijsing (1809-1849), dochter van gedeputeerde Jan Nijsingh en Grietje Snoek. Uit hun huwelijk werden zeven kinderen geboren, onder wie Johannes Linthorst Homan, de latere Commissaris van de Koningin van Drenthe.